# Ralf-Stetysz
Ralf-Stetysz lub Stetysz – polski samochód osobowy, produkowany w latach 1924-1929 w Paryżu i Warszawie.

## Historia i opis pojazdu

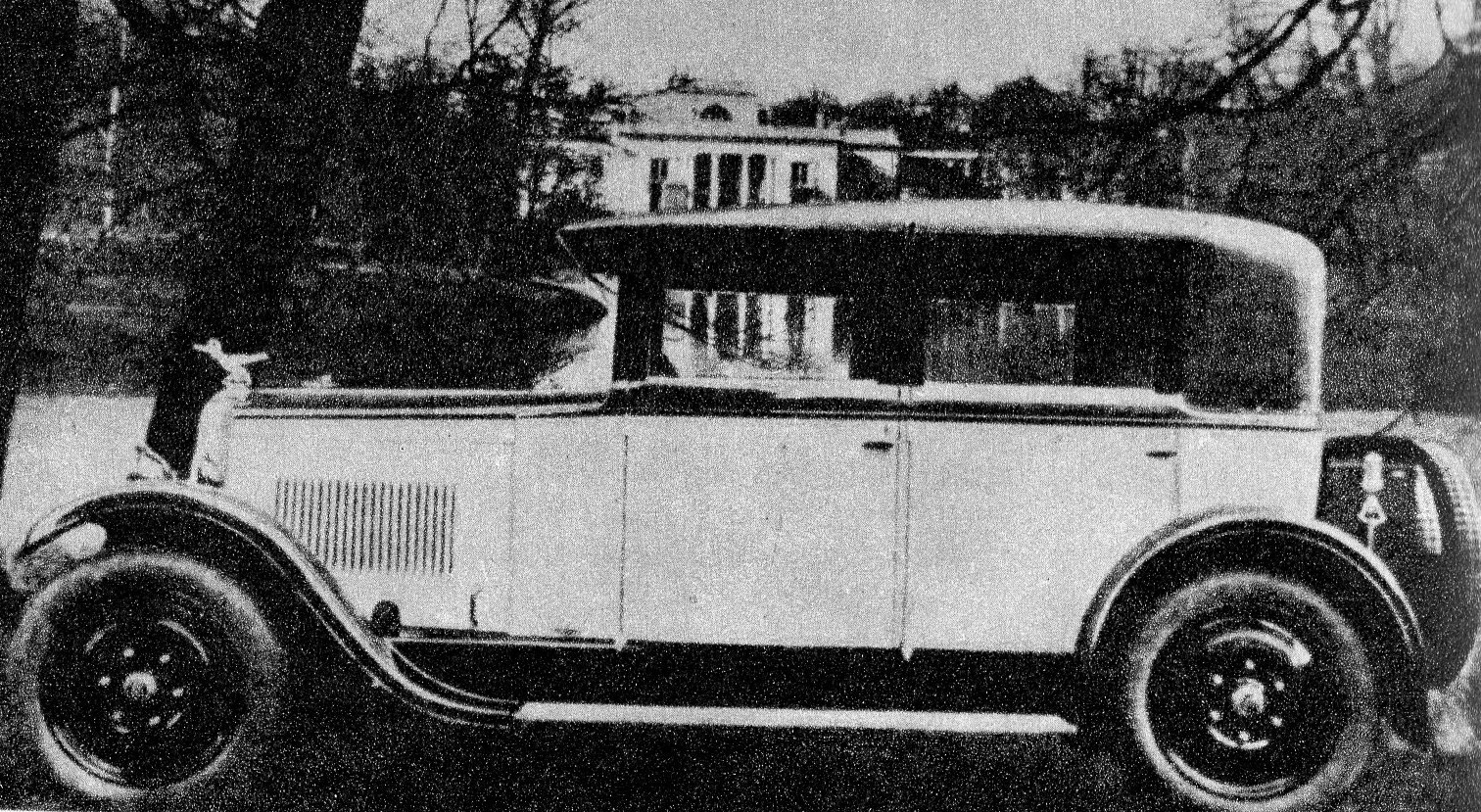
Jeden z prototypów z 1928

W 1924 r. hrabia Stefan Tyszkiewicz założył w Boulogne pod Paryżem mały zakład produkcyjny, gdzie zaczął opracowywać prototyp samochodu osobowego własnej konstrukcji. Samochód otrzymał nazwę Ralf-Stetysz, będącą skrótowcem od Rolniczo-Automobilowo-Lotnicza Fabryka Stefana Tyszkiewicza. Napędzany był amerykańskimi silnikami spółki Continental Motors Company. Natomiast podwozie było własnej, pomysłowej i nowatorskiej konstrukcji, przystosowanej do fatalnych polskich dróg (blokowanie mechanizmu różnicowego i wyższe zawieszenie).
W 1926 roku zaprezentowano go na Międzynarodowym Salonie Samochodowym w Paryżu. W 1925 roku w V rajdzie polskiego automobilklubu otrzymał nagrodę Ministerstwa Robót Publicznych.
Od 1925 roku Tyszkiewicz szukał wspólników w Polsce. Ostatecznie w celu produkcji podwozi nawiązał współpracę z warszawskim Towarzystwem Akcyjnym Konstrukcji Mostowych K. Rudzki i S-ka, a produkcję nadwozi zakontraktował w lubelskich zakładach lotniczych Plage i Laśkiewicz. W kadrze inżynierskiej dominowali Polacy przybyli z Francji.
Produkcja samochodu została przeniesiona w 1927 r. do Polski, na ul. Fabryczną 3 w Warszawie. Samochody oferowane były w 2 wariantach:
- Stetysz TA, z silnikiem 4-cylindrowym Continental o pojemności 1500 cm³ (20 KM przy 2600 obr./min),
- Stetysz TC six, z silnikiem 6-cylindrowym Continental o pojemności 2760 cm³ (42 KM przy 2600 obr./min).

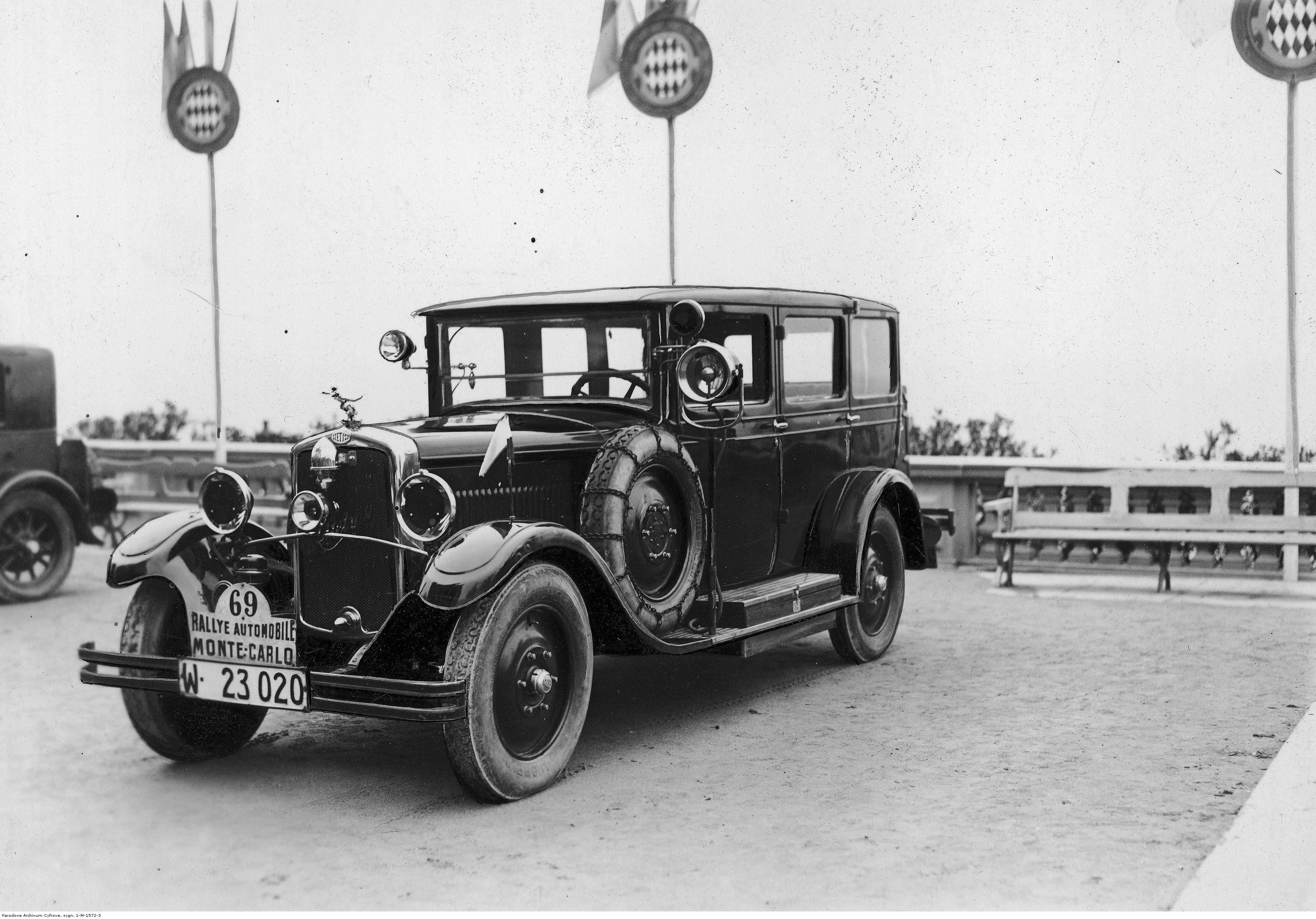
Ralf-Stetysz na rajdzie Monte Carlo w 1929

Obydwa modele wystawiane były na Międzynarodowych Targach Poznańskich i brały udział w rajdach. Zaletą samochodu było podwozie przystosowane dla polskich dróg słabej jakości oraz możliwość blokowania mechanizmu różnicowego ułatwiające jazdę w grząskim terenie. 
W styczniu 1929 roku Tyszkiewicz z kierowcą Gorzeńskim wystartował na Stetyszu z Warszawy w rajdzie Monte Carlo, lecz dojechał poza konkursem z uwagi na opóźnienie wywołane zapaleniem wyrostka robaczkowego u jednego z mechaników. Mimo to, sukcesem było ukończenie rajdu i z uwagi na wystąpienie siły wyższej otrzymał plakietę za ukończenie zawodów, a samochód otrzymał pierwszą nagrodę na konkursie komfortu w grupie wozów przybyłych poza konkursem.
W 1928 roku produkcja rosła, a firma zbierała zamówienia, jednak w lutym 1929 roku w fabryce wybuchł pożar, który zaczął się od piecyka w fabrycznym kantorku. Z powodu pory roku strażacy mieli utrudniony dostęp do pożaru, w związku z czym spłonęła cała fabryka z pojazdami na różnym etapie produkcji i duża partia gotowych pojazdów. Ogółem wyprodukowano około 200 pojazdów.
Straty wyniosły 1,5 mln złotych, a Tyszkiewicz planował odbudować zakład z wykorzystaniem środków z ubezpieczenia, jednak do odbudowy fabryki nie doszło na wniosek akcjonariuszy. W następnych latach Tyszkiewicz sprowadzał do Polski samochody firm FIAT i Mercedes-Benz.